# Campionati del mondo di atletica leggera 2023 - Salto in alto femminile
La specialità del salto in alto femminile dei campionati del mondo di atletica leggera 2023 si svolge tra il 25 e 27 agosto 2023 al Centro nazionale di atletica leggera di Budapest, in Ungheria.

## Podio
| Pos.    | Atleta              | Nazionalità | Tempo    |
| ------- | ------------------- | ----------- | -------- |
| Oro     | Yaroslava Mahuchikh | Ucraina     | 2,01 m = |
| Argento | Eleanor Patterson   | Australia   | 1,99 m   |
| Bronzo  | Nicola Olyslagers   | Australia   | 1,99 m   |

## Situazione pre-gara

### Record
Prima di questa competizione, il record del mondo (RM) e il record dei campionati (RC) erano i seguenti.
| Record                | Prestazione | Atleta                      | Data                        | Competizione  |
| --------------------- | ----------- | --------------------------- | --------------------------- | ------------- |
| Record mondiale       | 2,09 m      | Stefka Kostadinova Bulgaria | 30 agosto 1987 Roma, Italia | Mondiali 1987 |
| Record europeo        | 2,09 m      | Stefka Kostadinova Bulgaria | 30 agosto 1987 Roma, Italia | Mondiali 1987 |
| Record dei campionati | 2,09 m      | Stefka Kostadinova Bulgaria | 30 agosto 1987 Roma, Italia | Mondiali 1987 |

### Campionesse in carica
Le campionesse in carica a livello mondiale e olimpico erano:
| Campionessa | Atleta                      | Prestazione | Data                                         | Competizione         |
| ----------- | --------------------------- | ----------- | -------------------------------------------- | -------------------- |
| Olimpica    | Eleanor Patterson Australia | 2,02 m      | 7 agosto 2021 Tokyo, Giappone                | Giochi olimpici 2021 |
| Mondiale    | Marija Lasickene ROC        | 2,04 m      | 19 luglio 2022 Eugene, Stati Uniti d'America | Mondiali 2022        |

### La stagione
Prima di questa gara, le atlete con le migliori tre prestazioni dell'anno erano:
| Pos. | Atleta                      | Prestazione | Data                             |
| ---- | --------------------------- | ----------- | -------------------------------- |
| 1    | Nicola Olyslagers Australia | 2,02 m      | 29 giugno 2023 Losanna, Svizzera |
| 2    | Yaroslava Mahuchikh Ucraina | 2,01 m      | 28 maggio 2023 Rabat, Marocco    |
| 3    | Iryna Gerashchenko Ucraina  | 2,00 m      | 29 giugno 2023 Losanna, Svizzera |

## Risultati

### Qualificazioni
Le qualificazioni si sono disputate a partire dalle 10:20 del 25 agosto. Accedono alla finale le atlete di ogni Gruppo che raggiungono la misura di 1,94 m (Q) o almeno le 12 migliori performance (q).

#### Gruppo A
| Pos | Atleta                | Nazionalità   | 1,75 | 1,80 | 1,85 | 1,89 | 1,92 | 1,94 | Misura | Note |
| --- | --------------------- | ------------- | ---- | ---- | ---- | ---- | ---- | ---- | ------ | ---- |
| 1   | Yaroslava Mahuchikh   | Ucraina       | -    | -    | -    | o    | o    |      | 1,92 m | q    |
| 2   | Eleanor Patterson     | Australia     | -    | -    | o    | o    | o    |      | 1,92 m | q    |
| 3   | Lamara Distin         | Giamaica      | -    | o    | o    | xo   | o    |      | 1,92 m | q    |
| 4   | Morgan Lake           | Gran Bretagna | -    | -    | xxo  | o    | o    |      | 1,92 m | q    |
| 5   | Angelina Topić        | Serbia        | -    | o    | o    | o    | xxo  |      | 1,92 m | q    |
| 6   | Elena Kulichenko      | Cipro         | o    | o    | xo   | xxo  | xxo  |      | 1,92 m | q    |
| 7   | Ella Junnila          | Finlandia     | -    | o    | o    | xo   | xxx  |      | 1,89 m | q    |
| 7   | Nawal Meniker         | Francia       | -    | o    | o    | xo   | xxx  |      | 1,89 m | q    |
| 9   | Julija Levčenko       | Ucraina       | -    | o    | o    | xxo  | xxx  |      | 1,89 m |      |
| 10  | Airinė Palšytė        | Lituania      | o    | o    | o    | xxx  |      |      | 1,85 m |      |
| 11  | Johanna Göring        | Germania      | o    | o    | xo   | xxx  |      |      | 1,85 m |      |
| 12  | Kristina Ovchinnikova | Kazakistan    | o    | xo   | xo   | xxx  |      |      | 1,85 m |      |
| 13  | Valdileia Martins     | Brasile       | o    | o    | xxo  | xxx  |      |      | 1,85 m |      |
| 14  | Erin Shaw             | Australia     | o    | o    | xxx  |      |      |      | 1,80 m |      |
| 15  | Fédra Fekete          | Ungheria      | o    | xo   | xxx  |      |      |      | 1,80 m |      |
| 16  | Panagiota Dosi        | Grecia        | o    | xxo  | xxx  |      |      |      | 1,80 m |      |
|     | Jana Koščak           | Croazia       |      |      |      |      |      |      | dns    |      |

#### Gruppo B
| Pos | Atleta                | Nazionalità | 1,75 | 1,80 | 1,85 | 1,89 | 1,92 | 1,94 | Misura | Note |
| --- | --------------------- | ----------- | ---- | ---- | ---- | ---- | ---- | ---- | ------ | ---- |
| 1   | Vashti Cunningham     | Stati Uniti | -    | o    | xo   | xxo  | o    |      | 1,92 m | q    |
| 2   | Nicola Olyslagers     | Australia   | -    | -    | o    | o    | xo   |      | 1,92 m | q    |
| 3   | Lia Apostolovski      | Slovenia    | -    | o    | o    | o    | xxx  |      | 1,89 m | q    |
| 3   | Iryna Gerashchenko    | Ucraina     | -    | o    | o    | o    | xxx  |      | 1,89 m | q    |
| 5   | Nadezhda Dubovitskaya | Kazakistan  | -    | xo   | o    | o    | xxx  |      | 1,89 m | q    |
| 6   | Solène Gicquel        | Francia     | o    | o    | o    | xo   | xxx  |      | 1,89 m | q    |
| 6   | Christina Honsel      | Germania    | o    | o    | o    | xo   | xxx  |      | 1,89 m | q    |
| 8   | Elisabeth Pihela      | Estonia     | -    | o    | xo   | xo   | xxx  |      | 1,89 m |      |
| 9   | Tatiana Gusin         | Grecia      | o    | o    | o    | xxo  | xxx  |      | 1,89 m |      |
| 9   | Merel Maes            | Belgio      | o    | o    | o    | xxo  | xxx  |      | 1,89 m |      |
| 11  | Michaela Hrubá        | Rep. Ceca   | o    | o    | o    | xxx  |      |      | 1,85 m |      |
| 11  | Daniela Stanciu       | Romania     | -    | o    | o    | xxx  |      |      | 1,85 m |      |
| 13  | Yuliya Chumachenko    | Ucraina     | -    | o    | xo   | xxx  |      |      | 1,85 m |      |
| 14  | Marija Vuković        | Montenegro  | -    | xo   | xo   | xxx  |      |      | 1,85 m |      |
| 15  | Kimberly Williamson   | Giamaica    | xo   | xxo  | xxo  | xxx  |      |      | 1,85 m |      |
| 16  | Elizaveta Matveeva    | Kazakistan  | o    | o    | xxx  |      |      |      | 1,80 m |      |
| 16  | Safina Sadullayeva    | Uzbekistan  | -    | o    | xxx  |      |      |      | 1,80 m |      |
| 18  | Heta Tuuri            | Finlandia   | xo   | o    | xxx  |      |      |      | 1,80 m |      |

### Finale
La finale si disputa alle 20:00 (ora locale di Budapest) del 27 agosto.
| Pos     | Atleta                | Nazionalità   | 1,85 | 1,90 | 1,94 | 1,97 | 1,99 | 2,01 | 2,07 | Risultato | Note                                     |
| ------- | --------------------- | ------------- | ---- | ---- | ---- | ---- | ---- | ---- | ---- | --------- | ---------------------------------------- |
| Oro     | Yaroslava Mahuchikh   | Ucraina       | -    | o    | xo   | o    | o    | xo   | xxx  | 2,01 m    |                                          |
| Argento | Eleanor Patterson     | Australia     | o    | o    | o    | xxo  | o    | xxx  |      | 1,99 m    | Miglior prestazione personale stagionale |
| Bronzo  | Nicola Olyslagers     | Australia     | -    | o    | xo   | o    | xo   | xxx  |      | 1,99 m    |                                          |
| 4       | Morgan Lake           | Gran Bretagna | o    | o    | xxo  | xxo  | xx-  | x    |      | 1,97 m    |                                          |
| 5       | Lamara Distin         | Giamaica      | o    | o    | o    | xxx  |      |      |      | 1,94 m    |                                          |
| 5       | Iryna Gerashchenko    | Ucraina       | o    | o    | o    | xxx  |      |      |      | 1,94 m    |                                          |
| 7       | Angelina Topić        | Serbia        | o    | o    | xo   | xxx  |      |      |      | 1,94 m    |                                          |
| 8       | Christina Honsel      | Germania      | o    | xxo  | xo   | xxx  |      |      |      | 1,94 m    |                                          |
| 9       | Lia Apostolovski      | Slovenia      | o    | o    | xxx  |      |      |      |      | 1,90 m    | Miglior prestazione personale stagionale |
| 9       | Nadezhda Dubovitskaya | Kazakistan    | o    | o    | xxx  |      |      |      |      | 1,90 m    |                                          |
| 11      | Vashti Cunningham     | Stati Uniti   | xxo  | o    | xxx  |      |      |      |      | 1,90 m    |                                          |
| 12      | Nawal Meniker         | Francia       | o    | xo   | xxx  |      |      |      |      | 1,90 m    |                                          |
| 13      | Elena Kulichenko      | Cipro         | o    | xxo  | xxx  |      |      |      |      | 1,90 m    |                                          |
| 13      | Ella Junnila          | Finlandia     | o    | xxo  | xxx  |      |      |      |      | 1,90 m    |                                          |
| 15      | Solène Gicquel        | Francia       | o    | xxx  |      |      |      |      |      | 1,85 m    |                                          |